# Circa
Circa (tiếng Latin thường viết tắt là c., ca hay ca. (có khi là circ. hay cca.), nghĩa là "xấp xỉ hay khoảng". Trong một số ngôn ngữ châu Âu, kể cả tiếng Anh, circa thường dùng để chỉ niên đại, nhất là trong các văn tịch dùng trong gia phả học. Trong sử sách thì circa được viết kèm với niên đại không biết đích xác. Những con số không có circa là năm tháng rõ ràng có kiểm chứng.

## Một số ví dụ
Năm sinh và năm mất của George Washington:
- 1732–1799 hoặc 1732–99: năm đầu và năm cuối đều được biết chính xác
- k. 1732 – 1799: năm cuối biết chính xác, năm đầu chỉ xấp xỉ
- 1732 – k. 1799: năm đầu biết chính xác, năm cuối biết xấp xỉ
- k. 1732 – k. 1799: năm đầu và năm cuối chỉ biết xấp xỉ